# Betula pubescens subsp. celtiberica
Betula pubescens subsp. celtiberica é uma subespécie de planta com flor pertencente à família Betulaceae. 
A autoridade científica da subespécie é (Rothm. & Vasc.) Rivas Mart., tendo sido publicada em Trab. Dept. Bot. Fisiol Veg. Madrid 3: 78. 1971.

## Portugal
Trata-se de uma subespécie presente no território português, nomeadamente em Portugal Continental.
Em termos de naturalidade é nativa da região atrás indicada.

## Protecção
Não se encontra protegida por legislação portuguesa ou da Comunidade Europeia.